# Tontowi Ahmad
Tontowi Ahmad (Banyumas, 18 de julho de 1987) é um jogador de badminton indonésio, campeão olímpico e especialista em duplas.

## Carreira
Tontowi Ahmad representou seu país nos Jogos Olímpicos de Verão de 2016 conquistando a medalha de ouro, nas duplas mistas ao lado de Liliyana Natsir.